# 빌럼 판 하네험

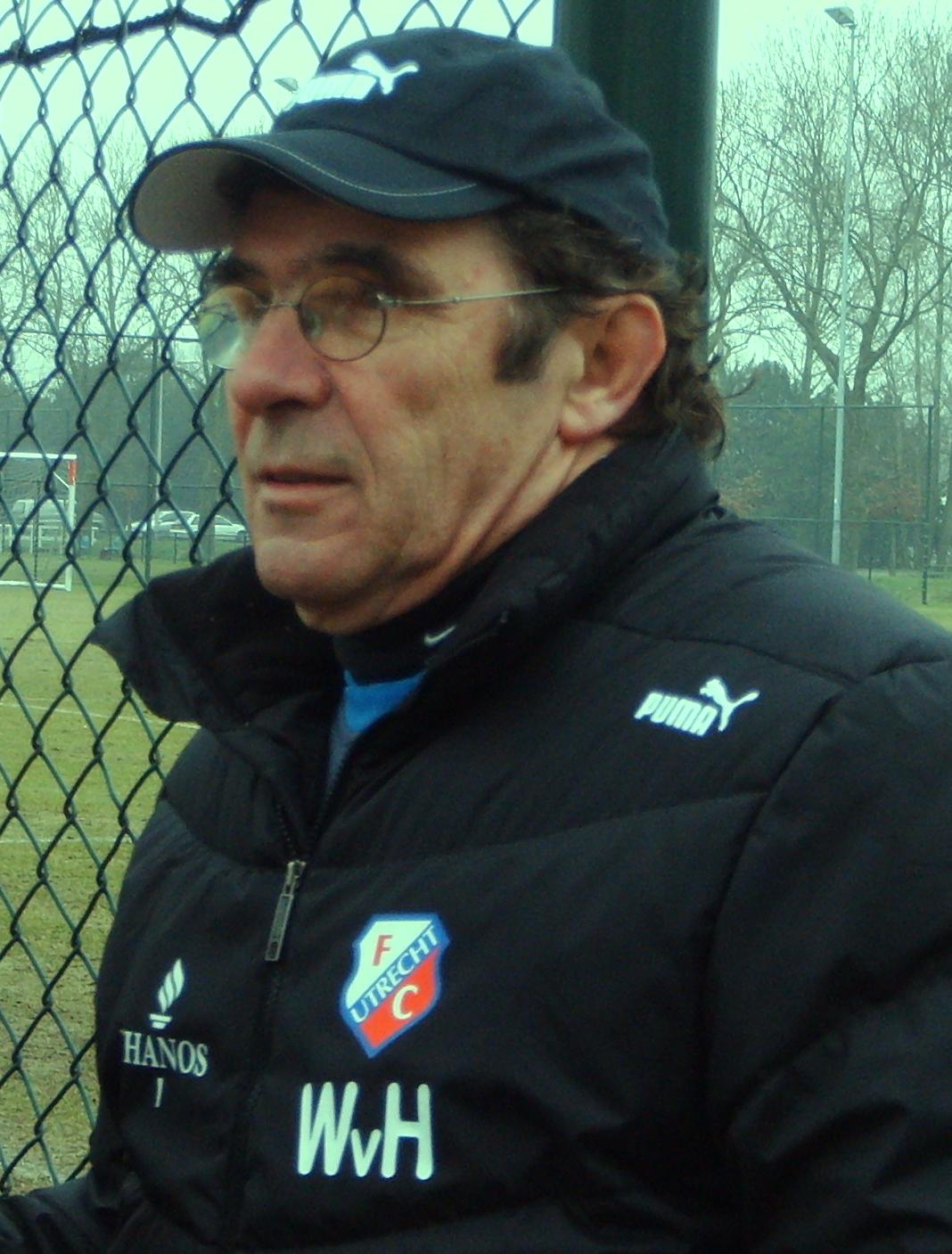

빌럼 판하네험(Willem van Hanegem) (1944년 2월 20일 ~)은 네덜란드의 축구 선수이자 축구 감독이다. 포지션은 중앙 미드필더이고, 1974 서독 월드컵에 참가한 바 있다. 그는 아들 빌럼 판하네험 주니어를 가지고 있으며, 아들 판하네험은 2007년에 와르드트 판데르하르트와 W&W를 결성하게 되었다.

## 수상

#### 페예노르트
- 에레디비시 : 1968–69, 1970–71, 1973–74
- KNVB컵 : 1968–69
- 유로피언컵 : 1969-70
- UEFA컵 : 1973-74
- 인터컨티넨탈컵 : 1970

#### AZ 알크마르
- KNVB컵 : 1977–78

### 감독

#### 페예노르트
- 에레디비시 : 1992–93
- KNVB컵 : 1993–94, 1994–95